# Вернер II фон дер Шуленбург
Вернер II фон дер Шуленбург (на немски: Werner II von der Schulenburg, Ritter; † сл. 1304) е рицар от благородническия род фон дер Шуленбург.

## Произход и наследство
Той е син на рицар Вернерус де Скуленбурх († сл. 1238) и брат на рицар Зигфрид фон дер Шуленбург († сл. 1318). Дядо е на Дитрих († 1393), княжески епископ на Бранденбург (1366 – 1393).
През 14 век синовете на Вернер II фон дер Шуленбург разделят фамилията в Алтмарк на две линии, рицар Дитрих II (1304 – 1340) основава „Черната линия“, по-малкият му брат рицар Бернхард I († сл. 1340) основава „Бялата линия“. Днес родът е от 22. генерация.

## Фамилия
Вернер II фон дер Шуленбург се жени и има трима сина:
- Дитрих II фон дер Шуленбург (1302 – 1340), рицар, основава „Черната линия“, женен за Лукардис († сл. 1345); родители на двама сина:
  - Вернер IV фон дер Шуленбург (1337 – 1372), „кнапе“ (оръженосец, носач на щит), женен за фон Ванцлебен; има двама сина
  - Хайнрих I фон дер Шуленбург († 1373/1377), „кнапе“ (оръженосец, носач на щит), женен за Юта фон Ванцлебен; има трима сина и една дъщеря
- Бернхард I фон дер Шуленбург († сл. 1340), рицар, основава „Бялата линия“, женен за Гизела; родители на петима сина, между тях:
  - Дитрих III († 1393), княжески епископ на Бранденбург (1366 – 1393).
- Вернер III фон дер Шуленбург († сл. 1326/сл. 1332), рицар; неженен и няма деца